# Thomas Jonathan Jackson Altizer
Thomas Jonathan Jackson Altizer (* 28. September 1927 in Charleston, West Virginia; † 28. November 2018 in Stroudsburg, Pennsylvania) war ein US-amerikanischer Religionswissenschaftler.

## Leben
Altizer besuchte das St. John’s College in Annapolis, Maryland. Altizer studierte an der University of Chicago christliche Theologie. Nach seinem Studium erhielt Altizer 1954 eine Anstellung als Lehrer am Wabash College in Crawfordsville, Indiana, wo er bis 1956 unterrichtete.
Danach war er als Hochschullehrer für Religion an der Emory University tätig. Während seiner Zeit an der Emory University verfasste er mehrere Bücher und publizierte Artikel in verschiedenen Zeitungen und Zeitschriften. Insbesondere seine theologischen Artikel Is God dead ? von 1965 und 1966 in der Time fanden landesweite Bekanntheit in den Vereinigten Staaten. Mitte der 1960er führte dies zu medialen Diskussionen mit christlichen Theologen wie Gabriel Vahanian, William Hamilton und Paul van Buren sowie mit dem Rabbiner Richard Rubenstein über das Thema Gott-ist-tot-Theologie. Ebenso kam es zu theologischen Diskussionen mit dem lutherischen Theologen John Warwick Montgomery und dem Theologen Walter Martin. Später wechselte Altizer als Hochschullehrer für Religionswissenschaften an die State University of New York at Stony Brook. Altizer lebte bis zu seinem Tod im November 2018 in Mount Pocono, Pennsylvania.

## Veröffentlichungen (Auswahl)
- Contemporary Jesus, Albany: State University of New York Press, 1997, ISBN 0-7914-3375-7
- Descent into Hell, Philadelphia: J. B. Lippincott, 1970
- Genesis and Apocalypse: A Theological Voyage Toward Authentic Christianity, Louisville: Westminster/John Knox 1990, ISBN 0-664-21932-2
- Genesis of God, Louisville: Westminster/John Knox Press, 1993, ISBN 0-664-21996-9
- Godhead and The Nothing, Albany: State University of New York Press, 2003, ISBN 0-7914-5795-8
- The Gospel of Christian Atheism, Philadelphia: Westminster Press, 1966
  - Dass Gott tot sei. Versuch eines christlichen Atheismus: Zwingli, Zürich 1968.
- History as Apocalypse, Albany: State University of New York Press, 1985, ISBN 0-88706-013-7
- Living the Death of God: A Theological Memoir, Albany: State University of New York Press, 2006, ISBN 0-7914-6757-0
- Mircea Eliade and The Dialectic of the Sacred, Philadelphia: Westminster Press, 1963, Westport: Greenwood Press, 1975, ISBN 0-8371-7196-2
- New Apocalypse: The Radical Christian Vision of William Blake, Aurora: Davies Group, 2000, ISBN 1-888570-56-3
- New Gospel of Christian Atheism, Aurora: Davies Group, 2002, ISBN 1-888570-65-2
- Oriental Mysticism and Biblical Eschatology, Philadelphia: Westminster, 1961
- The Self-Embodiment of God, New York: Harper & Row, 1977, ISBN 0-06-060160-4
- Total Presence: The Language of Jesus and the Language of Today, New York: Seabury Press, 1980, ISBN 0-8164-0461-5